# Gårdmyrtjärnarna (södra)
Gårdmyrtjärnarna är en sjö i Bergs kommun i Jämtland och ingår i Ljungans huvudavrinningsområde.